# TBS月曜9時枠の連続ドラマ
TBS月曜9時枠の連続ドラマ（ティービーエスかようくじわくのれんぞくドラマ）は、1987年10月5日から1989年9月18日までTBS系列局が毎週月曜 21:00 - 21:54 （日本標準時）に編成していたテレビドラマの作品一覧である。

## 概要
TBSが1987年秋の改編で22時台に帯の報道番組『JNNニュース22プライムタイム』を設けるのに合わせ、長らくこの月曜21:00枠で放送されていた2時間の映画番組『月曜ロードショー』を火曜20:00枠へ移し、『ザ・ロードショー』と改題した。それに伴い、火曜20時台のドラマ枠をこの月曜21:00枠へ移す形で本枠がスタートした。
『おんなは一生懸命』や『3年B組金八先生』（第3シリーズ）などのファミリー向けドラマを主に放送していたが、この月曜21:00枠でのドラマの放送は2年で終了した。
1989年10月以降は再度、火曜20時台へと復帰し、同時に『ザ・ベストテン』終了後の木曜21時台にもドラマ枠が新設された。
当枠終了後、月曜21:00枠は報道番組枠だった月曜22:00枠と統合。2年ぶりに再び2時間枠となり、『月曜ドラマスペシャル』→『月曜ミステリー劇場』→『月曜ゴールデン』→『月曜名作劇場』のサスペンスを中心とした2時間ドラマ枠が1989年10月から2019年3月まで29年半もの間、編成された。その後、2019年4月に月曜21:00枠が『メイドインジャパン!』で、約30年ぶりに1時間枠に戻る。

## 作品リスト

### 1987年
- 橋田壽賀子ドラマ おんなは一生懸命（本枠唯一の2クール放送）

### 1988年
- 代議士の妻たち
- 花くらべ
- 時間ですよ たびたび（前作『時間ですよ ふたたび』および、次作『時間ですよ 平成元年』は火曜20時枠で放送）
- 3年B組金八先生3（このシリーズのみ唯一の1クール作品）

### 1989年
- 代議士の妻たち2
- スクラップ
- ママハハ・ブギ

## 参考項目・以前のTBS月曜9時枠の連続ドラマ
『月曜ロードショー』開始以前の1961年10月2日から1969年8月4日にも、毎週月曜 21:00 - 21:30 に30分の連続ドラマが放送されていた。
- 咲子さんちょっと（1961年10月2日 - 1963年12月30日）
- あなたお先に（1964年1月6日 - 3月30日）
- 続 咲子さんちょっと（1964年4月6日 - 1965年3月29日）
- あしたのお嬢さん（1965年4月5日 - 9月27日）
- ねえさん（1965年10月4日 - 1966年9月26日）
- おゆき（1966年10月3日 - 1967年6月26日）
- ちいせんせい（1967年7月3日 - 9月25日）
- ゆば（1967年10月2日 - 1968年3月25日）
- 夕映えの中にいた（1968年4月1日 - 9月30日）
- 下町の空（1968年10月7日 - 1969年3月24日）
- おんなみち（1969年4月7日 - 8月4日）